# Closed Casket
Closed Casket è il quarto album in studio del rapper statunitense Esham, pubblicato nel 1994.

## Tracce
1. The Eulogy – 1:11
2. The Wicketshit Will Never Die – 3:29
3. My Homie Got Shot – 2:04
4. Mental Stress – 4:31
5. Can't Take It Wit Cha – 3:58
6. Brainwashed – 2:46
7. Drive U2 Suicide – 2:15
8. Chatty Ass Nigga (performed by Natas) – 2:49
9. Slug Froma 45 – 2:48
10. Was It Sum'n I Said – 0:49
11. Flatline – 3:03
12. I Don't Owe U Shit – 3:45
13. Therapy – 3:28
14. Make Me Wanna Holla – 5:10
15. Would You Die 4 Me – 3:01
16. 2 Dollahoe – 1:53
17. 24/7 – 4:46
18. Diggin on da D-L – 3:29
19. Premature Ejaculation – 4:42
20. I'll Be Glad When You Dead – 2:59
21. Closed Casket – 3:41